# Eredivisie 2007/08 (mannenvoetbal)/Transfers winter
Dit is een lijst van transfers uit de Nederlandse Eredivisie in de maand januari van het jaar 2008, in de winterstop van het seizoen 2007/08. Hierin staan alleen transfers die clubs uit de Eredivisie hebben voltooid.
De transferperiode duurt van 1 januari 2008 tot en met 1 februari. Deals mogen op elk moment van het jaar gesloten worden, maar de transfers zelf mogen pas in de transferperiodes plaatsvinden. Transfervrije spelers (spelers zonder club) mogen op elk moment van het jaar gestrikt worden.
| Speler                | Nationaliteit | Oude club         | Nieuwe club            | Extra                                           |
| --------------------- | ------------- | ----------------- | ---------------------- | ----------------------------------------------- |
| Mehmet Akgün          | Turkije       | Borussia Dortmund | Willem II              | Circa € 150.000, -                              |
| Afonso Alves          | Brazilië      | sc Heerenveen     | Middlesbrough          | Circa € 17.000.000, -                           |
| Diego Biseswar        | Nederland     | Feyenoord         | De Graafschap          | Verhuurd                                        |
| Kevin Bobson          | Nederland     | Willem II         | N.E.C.                 | Verhuurd                                        |
| Age Hains Boersma     | Nederland     | sc Heerenveen     | BV Veendam             | Transfervrij, was al verhuurd                   |
| Eddy Bosnar           | Australië     | Heracles Almelo   | JEF United             | Transfervrij                                    |
| Elbekay Bouchiba      | Nederland     | Roda JC           | Al-Wakrah SC           |                                                 |
| Joost Broerse         | Nederland     | FC Utrecht        | APOEL Nicosia          | Transfervrij                                    |
| Jordy Buijs           | Nederland     | Feyenoord         | De Graafschap          | Verhuurd                                        |
| Dave Bus              | Nederland     | De Graafschap     | Aberdeen FC            | Verhuurd                                        |
| Matías Cahais         | Argentinië    | CA Boca Juniors   | FC Groningen           | Verhuurd                                        |
| Martin Christensen    | Denemarken    | Charlton Athletic | Heracles Almelo        | Verhuurd                                        |
| Claudemir             | Brazilië      | São Carlos FC     | SBV Vitesse            |                                                 |
| Sepp De Roover        | België        | Sparta Rotterdam  | FC Groningen           | Circa € 600.000, -                              |
| Aykut Demir           | Nederland     | NAC Breda         | SBV Excelsior          | Verhuurd                                        |
| Jeroen Drost          | Nederland     | sc Heerenveen     | N.E.C.                 | Verhuurd                                        |
| Anders Due            | Denemarken    | SBV Vitesse       | Aalborg BK             | Transfervrij                                    |
| Balázs Dzsudzsák      | Hongarije     | Debreceni VSC     | PSV                    | Circa € 2.500.000, -                            |
| Giovanny Espinoza     | Ecuador       | SBV Vitesse       | Cruzeiro EC            |                                                 |
| Dani Fernández        | Spanje        | Metaloerh Donetsk | N.E.C.                 | Verhuurd                                        |
| Garin Garinyan        | Armenië       | VVV-Venlo         | Pjoenik Jerevan        |                                                 |
| Gonzalo García García | Spanje        | sc Heerenveen     | Heracles Almelo        | Verhuurd                                        |
| Maico Gerritsen       | Nederland     | VVV-Venlo         | KFC Verbroedering Geel | Verhuurd                                        |
| Christophe Grégoire   | België        | AA Gent           | Willem II              |                                                 |
| Christian Grindheim   | Noorwegen     | Vålerenga IF      | sc Heerenveen          | Circa € 2.200.000, -                            |
| Wouter Gudde          | Nederland     | Sparta Rotterdam  | RKC Waalwijk           | Transfervrij                                    |
| Youssouf Hersi        | Nederland     | SBV Vitesse       | FC Twente              | Transfervrij                                    |
| Danny Holla           | Nederland     | FC Zwolle         | FC Groningen           | Terug van verhuur                               |
| Keisuke Honda         | Japan         | Nagoya Grampus    | VVV-Venlo              | Transfervrij                                    |
| Ádám Hrepka           | Hongarije     | N.E.C.            | MTK Boedapest          | Terug van verhuur                               |
| Paul Jans             | Nederland     | VVV-Venlo         | Rot-Weiss Essen        | Transfervrij, was verhuurd aan N.E.C.           |
| Anco Jansen           | Nederland     | FC Zwolle         | FC Groningen           | Verhuurd                                        |
| Michael Jansen        | Nederland     | SBV Vitesse       | Feyenoord              | Transfervrij, direct verhuurd aan De Graafschap |
| John de Jong          | Nederland     | PSV               | Gestopt                |                                                 |
| Peter Jungschläger    | Nederland     | RBC Roosendaal    | VVV-Venlo              | Circa € 100.000, -                              |
| Samuel Kuffour        | Ghana         | AS Roma           | AFC Ajax               | Transfervrij                                    |
| Harmen Kuperus        | Nederland     | FC Zwolle         | sc Heerenveen          | Verhuurd                                        |
| Denny Landzaat        | Nederland     | Wigan Athletic    | Feyenoord              | Circa € 1.500.000, -                            |
| Rasmus Lindgren       | Zweden        | FC Groningen      | AFC Ajax               | Circa € 2.500.000, -                            |
| Ibrahim Maaroufi      | Marokko       | Internazionale    | FC Twente              | Verhuurd                                        |
| Hedwiges Maduro       | Nederland     | AFC Ajax          | Valencia CF            | Circa € 2.000.000, -                            |
| Christoph Mattes      | Oostenrijk    | sc Heerenveen     | Red Bull Salzburg      |                                                 |
| Radosław Matusiak     | Polen         | sc Heerenveen     | Wisła Kraków           | Verhuurd                                        |
| Héctor Moreno         | Mexico        | UNAM Pumas        | AZ                     | Circa € 4.000.000, -                            |
| George Mourad         | Zweden        | IFK Göteborg      | Willem II              | Transfervrij                                    |
| Aziz Moutawakil       | België        | Roda JC           | Clubloos               | Transfervrij                                    |
| Kiki Musampa          | Nederland     | AZ                | Clubloos               | Transfervrij                                    |
| Erik Nevland          | Noorwegen     | FC Groningen      | Fulham FC              | Circa € 3.000.000, -                            |
| Ard van Peppen        | Nederland     | De Graafschap     | SBV Excelsior          | Verhuurd                                        |
| Kenneth Pérez         | Denemarken    | PSV               | AFC Ajax               | Circa € 1.800.000, -                            |
| Simon Poulsen         | Denemarken    | FC Midtjylland    | AZ                     | Circa € 3.600.000, -                            |
| Berry Powel           | Nederland     | De Graafschap     | FC Groningen           | Circa € 600.000, -                              |
| Alexander Prent       | Nederland     | N.E.C.            | Halmstads BK           |                                                 |
| Olaf Rompelberg       | Nederland     | Roda JC           | Excelsior Veldwezelt   |                                                 |
| Sander Rozema         | Nederland     | FC Groningen      | FC Zwolle              | Verhuurd                                        |
| Karim Saïdi           | Tunesië       | Feyenoord         | Sivasspor              | Verhuurd                                        |
| Robbert Schilder      | Nederland     | AFC Ajax          | Heracles Almelo        | Verhuurd                                        |
| Bas Sibum             | Nederland     | Roda JC           | N.E.C.                 |                                                 |
| Bruno Silva           | Uruguay       | FC Groningen      | AFC Ajax               | Circa € 3.750.000, -                            |
| Kevin Sissing         | Nederland     | De Graafschap     | HFC Haarlem            | Verhuurd                                        |
| Tom Siwe              | Zweden        | sc Heerenveen     | Jönköpings Södra       | Transfervrij                                    |
| Marcel van der Sloot  | Nederland     | De Graafschap     | FC Dordrecht           | Verhuurd                                        |
| Grétar Steinsson      | IJsland       | AZ                | Bolton Wanderers       | Circa € 5.250.000, -                            |
| Michal Švec           | Tsjechië      | Slavia Praag      | sc Heerenveen          | Circa € 2.450.000, -                            |
| Dwight Tiendalli      | Nederland     | Feyenoord         | Sparta Rotterdam       | Verhuurd                                        |
| Leonardo Veloso       | Brazilië      | Atlético Mineiro  | Willem II              | Circa € 500.000, -                              |
| Bjarni Viðarsson      | IJsland       | Everton           | FC Twente              | Verhuurd                                        |
| Nuelson Wau           | Nederland     | Willem II         | Roda JC                | Transfervrij                                    |
| Jonathan Wilmet       | België        | Willem II         | VV Sint-Truiden        |                                                 |
| Sergio Zijler         | Nederland     | FC Twente         | Willem II              |                                                 |
| Sieme Zijm            | Nederland     | SBV Excelsior     | FC Dordrecht           | Verhuurd                                        |

2007/08 (zomer · winter) · 
2008/09 (zomer · winter) · 
2009/10 (zomer · winter) · 
2010/11 (zomer · winter) · 
2011/12 (zomer · winter) · 
2012/13 (zomer · winter) · 
2013/14 (zomer · winter) · 
2014/15 (zomer · winter) · 
2015/16 (zomer · winter) · 
2016/17 (zomer · winter) ·
2017/18 (zomer · winter) ·
2018/19 (zomer · winter) ·
2019/20 (zomer · winter) ·
2020/21 (zomer · winter) ·
2021/22 (zomer · winter) ·
2022/23 (zomer · winter) ·
2023/24 (zomer · winter) ·
2024/25 (zomer · winter) ·